# Синое (озеро)
Сино́е (рум. Limanul Sinoe) — солоноватое озеро (лагуна, лиман) в Румынии, на востоке жудеца Констанца в области Северная Добруджа в дельте Дуная, на берегу Чёрного моря, к северу от города Констанца, к югу от озера Разелм. На берегу находится село Синое. На юге отделено от Чёрного моря косой (островом) Китук, который тянется от мыса Мидия (восточнее Нэводари) до бреши Гура-Портицей (Портица), через которую озеро Головица (Limanul Golovița) в прошлом сообщалось с морем.
Сообщается с озером Головица через систему шлюзов. Озеро Головица свободно сообщается на севере с озером Разелм.
Название славянского происхождения («Синее»).
На берегу находилась греческая колония Гистрия.
Из-за удалённости от устьев каналов Дунавац (Canalul Dunăvăț) и Дранов (Canalul Dranov), по которым поступает пресная вода из Дуная в озеро Разелм, озеро Синое является солоноватым. В 1960 году вступил в действие канал Липовенилор (Canalul Lipovenilor), приток которого, параллельно со значительным уменьшением возможности проникновения воды из моря через брешь Гура-Портицей ведёт к дальнейшему уменьшению солёности северных озёрных подразделений и расширению эффекта обессоливания до озера Синое, в котором солёность доходит, на уровне каналов с пресной водой, до 2 ‰ (максимум 12 ‰ на юге).